# 노붐 테스타멘툼 그라이케
노붐 테스타멘툼 그라이케(Novum Testamentum Graece, 그리스어 신약성서)는 신약성서의 원본판인 그리스어로 된 비평본으로, 대부분의 현대 성경 번역과 성서 비평의 기초를 형성하고 있다. 가장 영향력 있는 편집자인 에버하르트 네슽레와 커트 알란드의 이름을 따서 네슬레-알란드판으로도 알려져 있다. 신약성서연구소가 편집한 이 본문은 현재 28번째 판인 약칭 NA28에 실려 있다.
동명의 비평본인 세계성서공회연합회(5판 'UBS5'에는 NA28의 텍스트가 수록되어 있는 UBS(United Bible Societies) 판을 가리키는 경우도 있다. 후자 판은 번역자들을 목표로 하기 때문에 의미에 중요한 변형에 초점을 맞추고 있는 반면 NA는 더 많은 변형을 포함하고 있다.

## 방법론
제시된 그리스어 본문은 성서학자들이 말하는 '비평 본문'이다. 비평 본문은 어떤 읽기가 원본에 가장 근접할 가능성이 높은지 판단하기 위해 다수의 원고에서 읽은 내용을 비교하는 위원회가 편찬한 절충본이다. 그들은 목격자의 날짜(대개 더 이른 것이 좋다), 독서의 지리적 분포, 우발적이거나 의도적인 부패의 가능성 등 가능한 판독을 결정하는 데 도움이 되는 많은 요인을 사용한다. 이 책에서, 많은 텍스트 변종들, 즉 원고들 간의 차이점들이 중요한 기구인 노붐 테스터덤 그라스를 다른 그리스 신 시험체와 구별하는 광범위한 각주들에 기록되어 있다.
대부분의 학자들은 비문학적인 텍스트를 가장 정확한 것으로 보고 있다. 그러나 신약성서학자 모리스 A와 같은 소수의 저자들이 있다. 로빈슨과 언어학자 윌버 피커링 아서 파스타드와 제인 C. 호지스 교수는 극소수 문자(비잔틴 문자형)가 알렉산드리아 문자형의 원고에 크게 의존하는 NA28과 같은 절충적 문자보다 '자동화'나 원문을 더 정확하게 반영하고 있다고 주장한다. 이 견해는 고든 페와 브루스 메츠거에 의해 비판 받아왔다. 현존하는 오래된 원고의 대다수는 마이너스 분자이기 때문에, 종종 다수 본문이라고 불린다. 그러나, 다수 본문 전체는 NA28의 편집자에 의해 (Metzger가 한 명인) "일차 순서의 일관성 있게 인용된 증인"으로 분류되며, 이는 제시된 텍스트가 다수 텍스트와 다를 때마다 대체 판독과 함께 장치에 기록된다는 것을 의미한다. 일관되게 인용되는 다른 인용문에는 저자들이 이용할 수 있는 파피루스 원고의 전체 말뭉치뿐만 아니라 마이너스 분자와 비소셜 모두를 포함한 광범위한 다른 원고들이 포함된다.
노붐 테스타멘툼 (원고와 판본에서) 신약성서의 본문 연구를 위한 가장 중요한 변종 선정에 대한 증거와 때로는 반대 의견을 요약한다. 본 판은 완전성을 (변형의 범위와 증인의 인용에서) 회피하는 한편, 어떤 판독이 원본을 더 정확하게 반영하는지 스스로 판단할 수 있는 근거를 독자들에게 제공한다. 28판의 그리스어 본문은 패러그라핑, 대문자화, 구두점, 철자법 등에서 약간의 차이가 있기는 하지만 <성서공회연합회> 제5판의 <그리스 신약성서(약칭 UBS5)>와 같다. 중요한 기구는 두 판에서 다르다. UBS5 판은 번역기를 사용하기 위해 준비되었고, 텍스트 변형이 적지만 번역기에 도움이 되는 추가 자료를 추가한다.

## 역사
1898년 에버하르트 네슬레가 발행한 초판은 티셴도르프, 웨스트콧, 호트와 웨이머스 판본의 판독을 결합하여, 이들 판본의 대다수를 본문에, 세 번째 판본은 기구에 배치하였다. 1901년 그는 웨이머스 신약성서를 베른하르트 바이스의 문자로 대체했다. 이후 판에서 네슬레는 그의 기구에서 어떤 중요한 원고들의 증명에 주목하기 시작했다.
에버하드의 아들 에르윈 네슬레는 아버지가 죽은 후 물려받아 1927년 13판을 발행했다. 본 판은 별도의 임계 장치를 도입하여 마침내 다수의 판독 원리에 일관성을 도입하였다.[7] 기구에는 몇 개의 마이너스 분자만이 포함되어 있었다. In the apparatus only a few minuscules were included.
커트 앨런드는 1952년 제21판의 부편집장이 되었다. 에르윈 네슬레의 요청에 따라 그는 중요한 기구를 검토하고 확장하여 원고를 더 추가하였다. 이것은 결국 1963년 제25호로 이어졌다. 가장 중요한 파피리와 새로 발견된 언소셜은 0189로서 몇 개의 마이너스분자(33, 614, 2814)도 가끔 고려되었다.[9]
20세기의 위대한 원고 발견은 또한 필요한 본문의 수정을 가했고, 네슬레의 허락을 받아 알란드는 노붐테마툼 그라이스의 본문 수정에 착수했다. 앨런드는 NA에 관한 저작물을 (그 중 그도 회원이었다) 연합성서협회 그리스 신약성서 편집위원회에 제출했고, Nestle-Aland 26판으로 출간되기 4년 전인 1975년에 3판(UBS3)의 기본 원문이 되었다.
연합 성경 협회 그리스 신약성서 편집 위원회의 구성원은 다음과 같이 구성된다.
UBS1, 1966
커트 앨런드, 매튜 블랙, 브루스 메츠거, 앨런 위키그렌.[10]
UBS2, 1968년
커트 앨런드, 매튜 블랙, 브루스 메츠거, 앨런 위키그렌.
UBS3, 1975년
커트 앨런드, 매튜 블랙, 카를로 마리아 마르티니, 브루스 메츠거, 앨런 위키그렌.
UBS4, 1993년
바바라 알란드, 커트 알란드, 요하네스 카라비도풀로스, 카를로 마리아 마르티니, 브루스 메츠거
UBS5, 2014
바바라 알란드, 커트 알란드, 요하네스 카라비도풀로스, 카를로 마리아 마르티니, 브루스 메츠거가 신약성서연구소의 뮌스터[11]와 협력하고 있다.
2011년 국제연합성서협회(Global Board of United Bible Society)는 그리스 신약성서뿐만 아니라 네슬레알랜드 노붐테마툼 그라체(Nestle-Aland Novum Taticum Graece)의 향후 판을 준비할 새로운 편집위원회를 임명했다. 위원회는 크리스토스 카라콜리스(그리스 아테네 대학), 데이비드 파커(영국 버밍엄 대학), 스티븐 피사노(이탈리아 폰티피컬 성서연구소, 홀저 스트럿울프(독일 뮌스터 대학), 데이비드 트로비스치(독일)로 구성된다.라우스 워치텔(독일 뮌스터 대학).[13]
공동 서간 외에는 모두 NA27(UBS4와 UBS5에서 사용된 것과 동일한 텍스트)의 본문을 재현한 28판 네슬레알랑드는 개정된 임계 기구와 다시 쓰여진 소개와 부록을 제시한다. 가톨릭 서간에서는 편집국 평론가 마이어(Editio Revolutiona Maior)와 그 사용법에 맞추어 본문을 편집하였으며, 그 결과 30여 곳이 조금 넘는 곳에서 변화가 일어나고 있다.
좀 더 완전한 변종 세트가 복수 권인 노붐테마툼 그라쿰-이데오 비평가 마오르에 수록되어 있다. 최신판의 약간의 텍스트 변경은 2012년에 발행된 Nestle-Aland의 28번째 판[14]에 통합되었다. 이 판에는 파피리 117-127이 사용되었다.
최신판
NA28 본문은 도이체 비벨게셀샤프트(독일 성서협회)가 발행한다.

## 같이 보기
- 알렉산드리아 판본형
- 비잔틴 판본형
- 본문 비평